# Moslares de la Vega
Moslares de la Vega es una localidad de la provincia de Palencia (Castilla y León, España) que pertenece al municipio de Renedo de la Vega.

## Geografía
En la comarca natural de la Vega-Valdavia, situada en la vega del río Carrión, sobre la llanura de dicho curso fluvial. El casco urbano aparece rodeado por tierras de labor.

## Historia
A la caída del Antiguo Régimen la localidad se constituye en municipio constitucional. entonces conocido como Moslares que en el censo de 1842 contaba con 11 hogares y 57 vecinos. El municipio crece al incorporar a Bustillo de la Vega, Renedo de la Vega, Lagunilla y Santillán de la Vega. Posteriormente se independiza Bustillo y desaparece porque cambia de denominación: Renedo de la Vega.

## Geografía humana

### Demografía
| Gráfica de evolución demográfica de Moslares de Vega entre 1842 y 1887 |
| |
| Población de derecho según los censos de población del INE Población de hecho según los censos de población del INEEn estos censos se denominaba Moslares: 1842, 1857, 1860, 1877 y 1887 Entre el censo de 1857 y el anterior, crece el término del municipio porque incorpora a 34038 (Bustillo de la Vega), 34147 (Renedo de la Vega), 345048 (Lagunilla) y 345119 (Santillán de la Vega) Entre el censo de 1877 y el anterior, disminuye el término del municipio porque independiza a 34038 (Bustillo de la Vega) Entre el censo de 1897 y el anterior, este municipio desaparece porque cambia de nombre y aparece como el municipio 34147 (Renedo de la Vega) |

En el año 2018 contaba con 50 habitantes según el INE, concentrados en el núcleo principal.

## Curiosidades
El 3 de noviembre de 2021, el pueblo fue noticia en la prensa nacional, su alcalde en ese momento pago de su propio bolsillo un cartel que indicaba que Moslares de la Vega era un pueblo donde suenan las campanas, los cantos de los gallos, los rebaños y sus cencerros, y los motores de los tractores, con el objetivo de que no haya más quejas de los turistas sobre estos sucesos.